# Aeroportul Inongo
Aeroportul Inongo (IATA: INO, ICAO: FZBA) este un aeroport din Inongo, Mai-Ndombe⁠(d), Bandundu⁠(d), Republica Democratică Congo.
Situat la o altitudine de 317 m, aeroportul dispune de o singură pistă.